# هندسة تناسقية
الهندسة التناسقية هو مصطلح يستخدم في المجالات ذات الصلة بالكيمياء وكيمياء الحالة الصلبة، ويشير إلى النمط الهندسي الذي تشكله الذرات حول الذرة المركزية في المعقدات التناسقية.
في مجال المعقدات التناسقية غير العضوية يكون النمط الهندسي الذي تشكله الذرات الموجودة في الربيطات المرتبطة بالذرة المركزية في الجزيء أو المعقد التناسقي. يختلف الترتيب الهندسي وفقًا لعدد ونوع الروابط المرتبطة بذرة لفلز المركزية، والعدد التناسقي. يمكن وصف النمط الهندسي بأنه متعدد الوجوه حيث تكون رؤوس متعدد السطوح هي مراكز ذرات التنسيق في الروابط.